# Gemeine Alraune

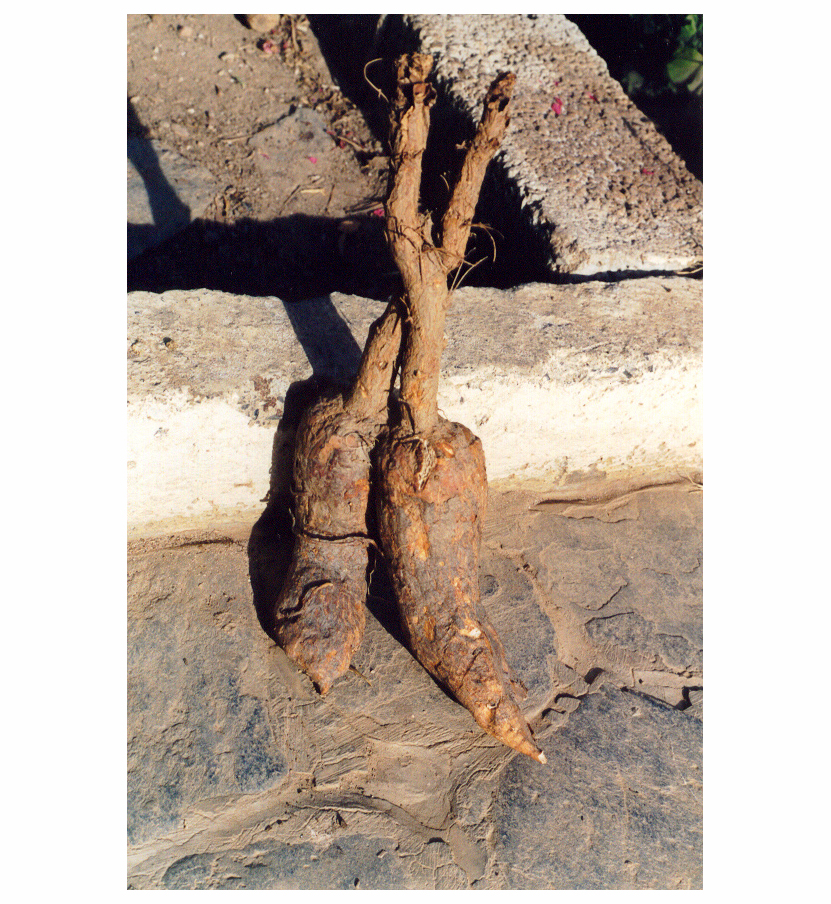
Wurzeln der Gemeinen Alraune

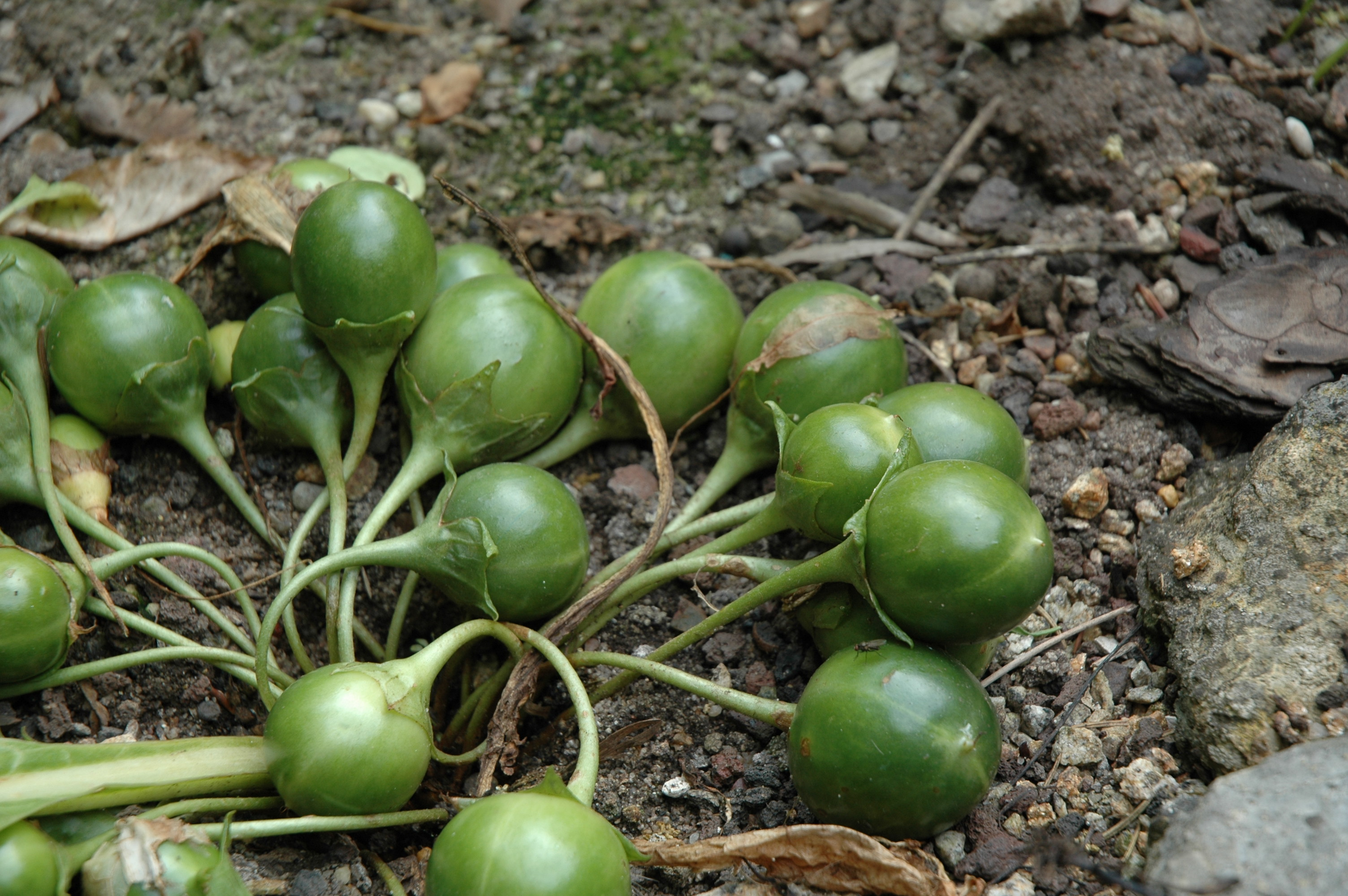
Unreife Früchte der Gemeinen Alraune

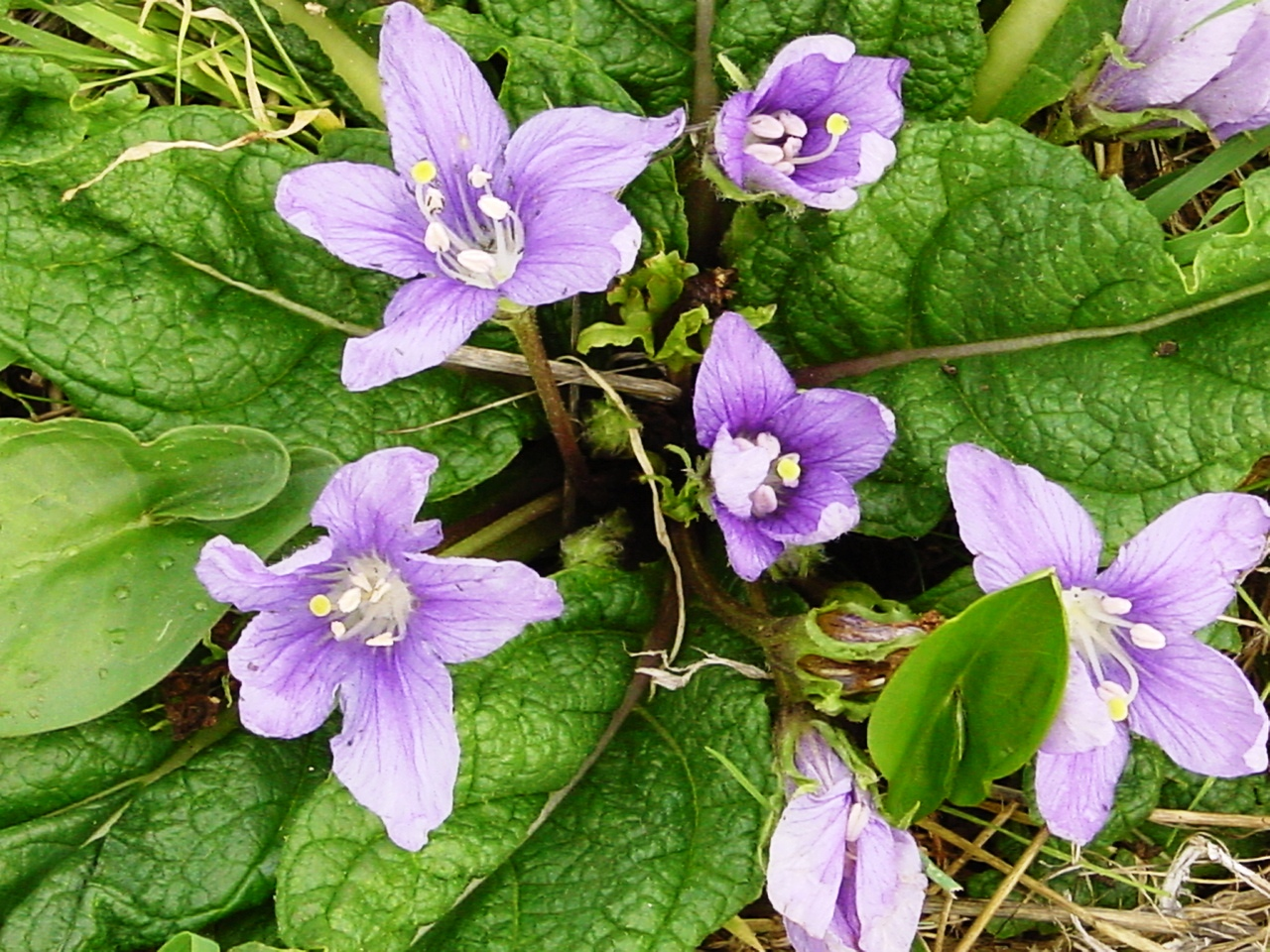
Gemeine Alraune (Mandragora officinarum)

Die Gemeine Alraune (Mandragora officinarum), deren Wurzel auch Alraunwurzel genannt wird, ist eine Pflanzenart aus der Gattung der Alraunen (Mandragora) in der Familie der Nachtschattengewächse (Solanaceae). Sie wurde seit der Antike unter anderem als Zauberpflanze geschätzt, ihre Verwendung hat daher eine lange kulturgeschichtliche Tradition.

## Beschreibung

### Erscheinungsbild und Laubblatt
Die Gemeine Alraune ist eine mehr oder weniger stängellose, ausdauernde krautige Pflanze. Die fleischige, kräftige, oft in zwei bis drei Teile gespaltene Pfahlwurzel wächst reich verzweigt. Sie wurzelt bis zu 40 Zentimeter tief.
Die in einer grundständigen Blattrosette zusammenstehenden Laubblätter sind gestielt. Die unbehaarten bis behaarten Blattspreiten sind von sehr variabler Größe und Form, meist aber elliptisch bis verkehrt-eiförmig und höchstens 45 Zentimeter lang. Das Verhältnis von Breite zu Länge beträgt zwischen 1 : 1,5 und 1 : 10. Der gewellte Blattrand liegt oft dem Boden auf. Die Blätter sind dunkelgrün gefärbt und von runzlig-nerviger Struktur.

### Blüte
Die Blüten stehen einzeln in den Blattachseln, an Blütenstielen, die in ihrer Länge stark schwanken, aber höchstens 15 Zentimeter lang sind. Die zwittrigen Blüten sind radiärsymmetrisch und fünfzählig mit doppelter Blütenhülle. Die fünf 6 bis 28 Millimeter langen Kelchblätter sind auf einem Drittel bis der Hälfte ihrer Länge verwachsen. Die bis zur Fruchtreife nur mehr wenig wachsenden Kelchzipfel sind 3 bis 15 Millimeter lang und spitz zulaufend. Die fünf weißlich-grünen bis hellblauen oder violetten und 12 bis 65 Millimeter langen Kronblätter sind nur an ihrem Grund oder bis zur Hälfte ihrer Länge glockenförmig verwachsen. Die Kronzipfel sind zwischen 6 und 60 Millimeter lang.
Die fünf Staubblätter sind mit der unteren Hälfte der Krone verwachsen, die Staubfäden sind 7 bis 15 Millimeter lang und die gelben bis braunen, selten hellblauen Staubbeutel sind 2,5 bis 4,0 Millimeter lang. Der Griffel ist 8 bis 20 Millimeter lang und überragt die Staubblätter. Der Fruchtknoten ist an seiner Basis von einem drüsigen Diskus umgeben und endet in einer kopfigen Narbe.

### Frucht und Samen
Die einkammerigen Beeren sind kugelig bis ellipsoidisch mit einem Durchmesser von 5 bis 40 Millimeter. Bei Reife färben sich die Beeren gelb bis gelb-orangefarben und sind saftig sowie essbar. Die Samen sind 2,5 bis 6 Millimeter lang, nierenförmig und gelb bis hellbraun.

### Chromosomenzahl
Die Chromosomenzahl beträgt 2n = 24 oder 96.

## Vorkommen
Die Gemeine Alraune kommt wild im gesamten Mittelmeerraum von Portugal bis Griechenland und der Türkei, in Nordafrika und im Nahen Osten vor. Sie gedeiht im Ödland und bevorzugt trockene, sonnige bis halbschattige Standorte auf leichtem Sandboden, beispielsweise an Wegen, in Olivenhainen oder Ruinen.

## Systematik
Die Erstveröffentlichung von Mandragora officinarum verfasste Carl von Linné im Jahr 1753 in Species Plantarum.
Die früher vorgenommene Abgrenzung der Herbst-Alraune als eigene Art Mandragora autumnalis Bertol. wird nach kladistischen Untersuchungen auf morphologischer Grundlage abgelehnt, sie ist nur noch ein Synonym der Gemeinen Alraune (Mandragora officinarum). Weitere wichtige Synonyme der vielgestaltigen Art sind Mandragora vernalis Bertol. und Mandragora haussknechtii Heldr.

## Verwendung

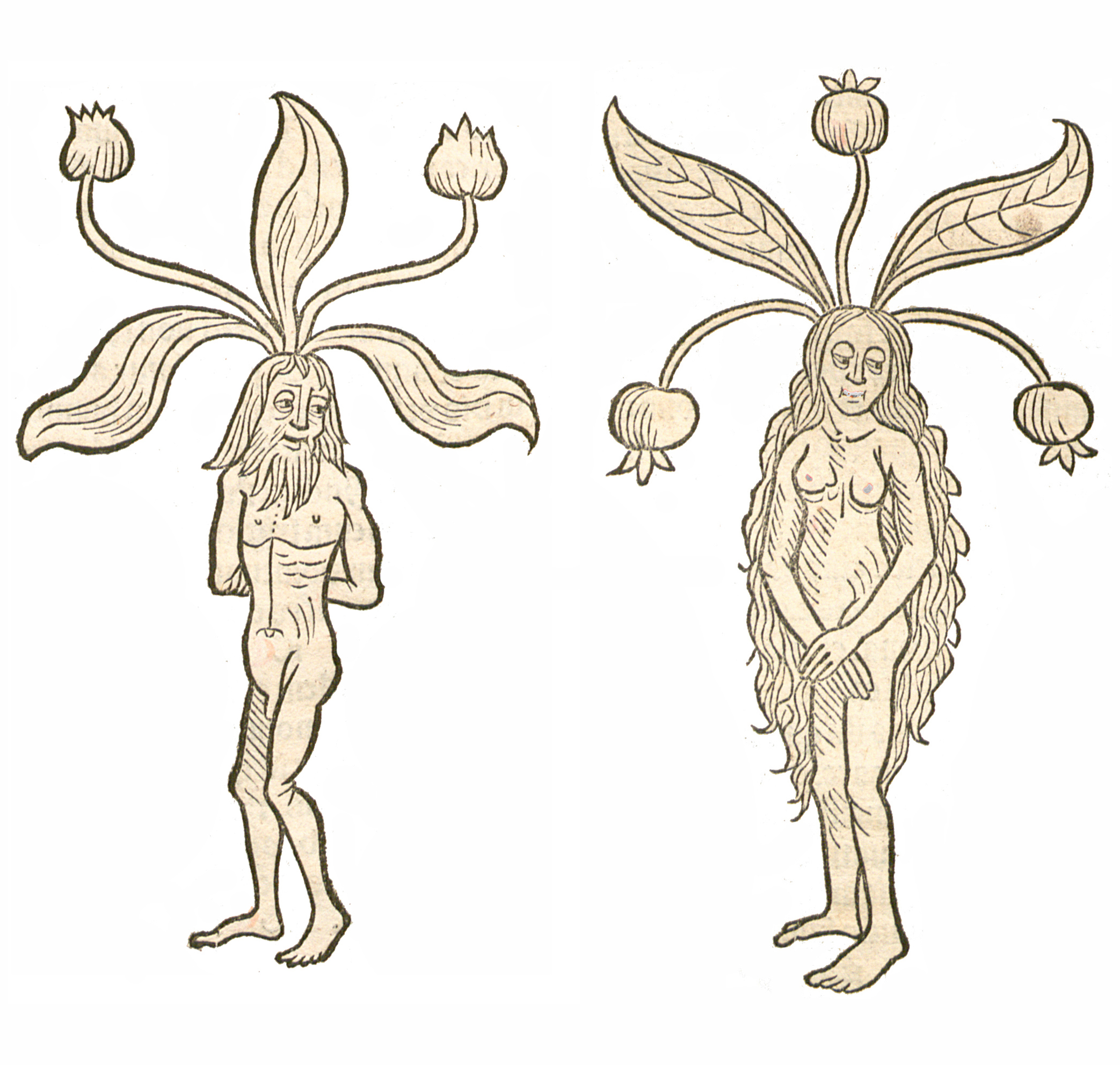
Alraun-Männle und Alraun-Weible im Hortus sanitatis 1491

Hauptartikel: Alraune (Kulturgeschichte)
Die Alraune – auch „der Alraun“ (mittelhochdeutsch auch alrun) – enthält in Teilen die parasympatholytisch wirkenden Alkaloide Hyoscyamin und Scopolamin. Sie wurde früher als Aphrodisiakum, Narkotikum und schmerzstillendes Mittel, teilweise als halluzinogene Droge genutzt, diente aber auch als Zauberwurzel.
Eine Vergiftung führt zu einem anticholinergen Syndrom, die Symptome umfassen Hautrötung, trockenen Mund, Unruhe, Schläfrigkeit und/oder Halluzinationen, Verwirrtheit, Pupillenerweiterung, Herzrhythmusstörungen sowie komatöse Zustände und Bewusstlosigkeit bis hin zu Tod durch Atemlähmung.
Rechtslage:
Mehrere in der Alraune enthaltene Substanzen unterliegen in Deutschland dem Arzneimittelgesetz (AMG). Herstellung und Verkauf als Arzneimittel bedürfen einer Genehmigung.